# Infinite Undiscovery
Infinite Undiscovery (インフィニット アンディスカバリー?, Infinitto Andisukabarī) è un gioco di ruolo in stile action sviluppato da tri-Ace e pubblicato da Square Enix in esclusiva per la console Xbox 360. Il titolo è stato pubblicato contemporaneamente in Europa, Giappone e Nord America durante il mese di settembre 2008.
Yoshiharu Gotanda, uno dei fondatori di tri-Ace, ha dichiarato che questo titolo ha fatto sì che dieci anni di idee potessero vedere la luce solo grazie alle potenzialità della Xbox 360 e che Infinite Undiscovery è in grado di catapultare i giocatori in "battaglie situazionali" tali da modificare il mondo circostante e lo sviluppo della trama stessa.

## Personaggi
- Capell: Il protagonista, Capell è liberato dalla prigione da Aya che lo scambia per Lord Sigmund il "Liberatore" a causa della loro sorprendente somiglianza. Capell è un Unblessed, una persona a cui manca un "lunaglyph", che la maggior parte degli umani hanno sui loro corpi. Tutto questo è dovuto al fatto che è nato durante la notte di un'eclisse lunare, per questa mancanza è considerato maledetto. Fu abbandonato che era ancora un infante, ma venne accudito da un gruppo di menestrelli. Tuttavia, Capell ha dovuto sopportare difficoltà e persecuzioni a causa della sua mancanza di un glyph. Presto, è emerso che egli può distruggere le catene, che legano la luna, come Sigmund. Dopo la morte di Sigmund Capell prende le vesti di Sigmund fingendo di essere lui per far sì che il mondo non perda la speranza. Verso la fine del gioco, Capell scopre che egli è in realtà il principe in esilio del regno di Casandra.

Età: 17;
Combattimento: usa una spada; alcune delle sue più potenti tecniche sono copie di quelle di Sigmund.
- Aya: Dopo che Capell viene imprigionato, lei lo salva, pensando che sia Sigmund il liberatore. Tuttavia, dopo un po' si accorge che colui che ha davanti a sé non è Lord Sigmund, ma un giovane estremamente somigliante di nome Capell. Aya ha combattuto a fianco di Sigmund per molto tempo e ripone pienamente la sua fiducia in lui. Dopo aver conosciuto Capell, Aya comincia ad essere attratta dalla sua forza tranquilla e dalla natura del suo buon cuore. Lei è la principessa dell'emirato di Fayel. Aya diventerà la regina delle Fayel e si riunirà con Capell due anni dopo che la luna è stata liberata.

Età: 16;
Combattimento: usa un arco a cui collega attacchi magici di fuoco grazie al suo glyph.